# Piet Cronjé

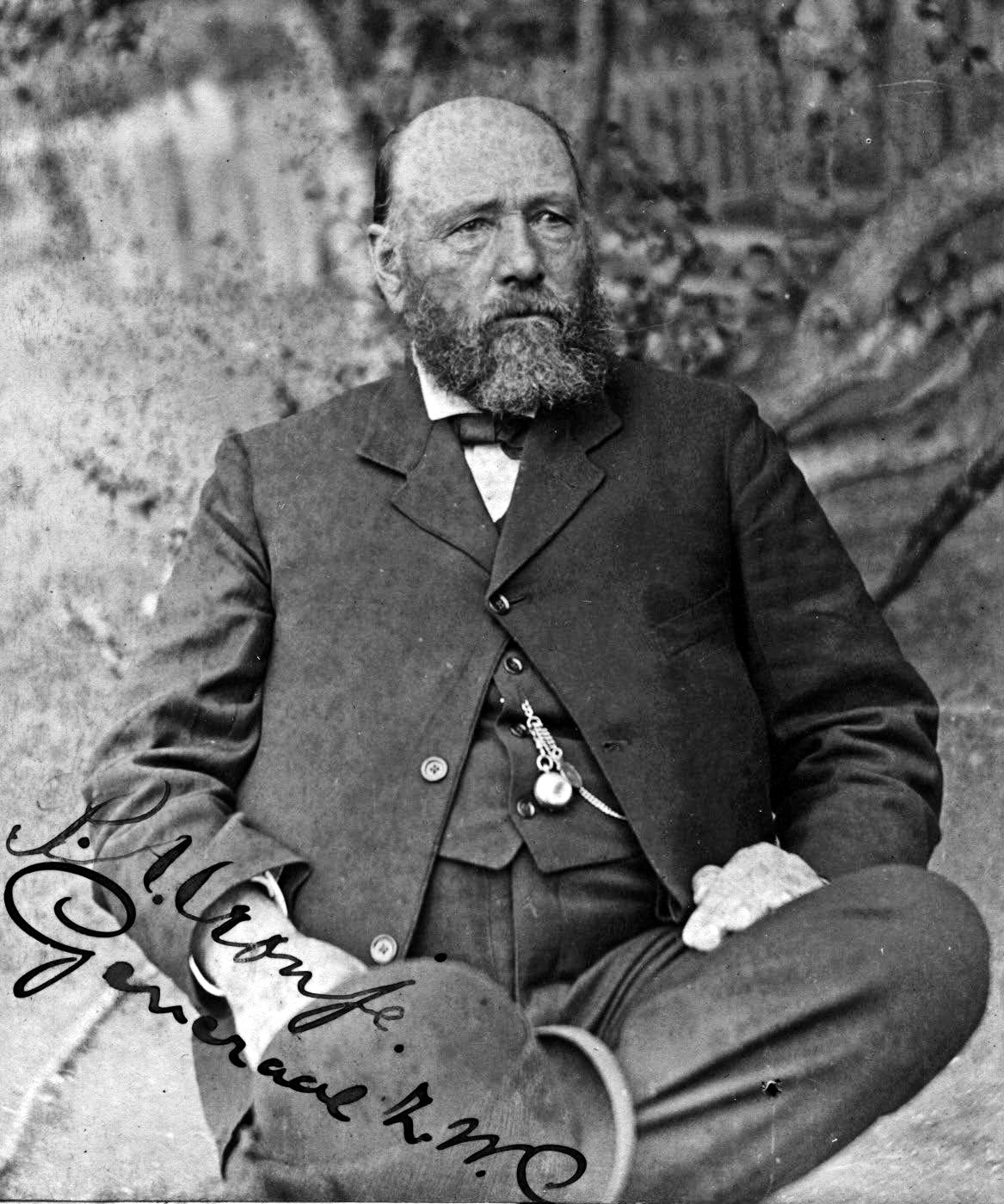
Piet Cronjé som krigsfånge på Sankt Helena.

Pieter "Piet" Cronjé, född 4 oktober 1836 i Colesberg i nuvarande Norra Kapprovinsen, död 4 februari 1911 i Potchefstroom i dåvarande Transvaal, var en sydafrikansk boergeneral.
Cronjé förde under Transvaalkriget 1880-81 befälet över boerna och stred framgångsrikt i slaget vid Potchefstroom och Majuba Hill. Därefter var Cronjé medlem av folkrådet och överuppsyningsman över de infödda. Vid Leander Starr Jamesons infall besegrade han denne vid Krugersdorp 1 januari 1896 och tvingade honom till kapitulation. Då boerkriget blev Cronjé befälhavare för västra boerarmén i Transvaal och startade en belägring av Mafeking. Genom slagen vid Moder river och Magersfontein samma år tvingade han Paul Sanford Methuen att uppge sin framryckning mot Kimberley, men måste sedan Frederick Sleigh Roberts i februari 1900 övertagit befälet över de brittiska stridskrafterna, vika för övermakten och dra sig tillbaka och tvingades slutligen vid Paardeberg ge sig fången med hela sin armé om 4.300 man. Cronjé fördes i fångenskap till Sankt Helena, varifrån han efter fredsslutet 1902 återvände till Transvaal.